# Le Signe du Lion
Le Signe du Lion (en España El signo de Leo) es una película francesa escrita y dirigida por Éric Rohmer en 1962. Ópera prima de Rohmer destaca por ser una comedia dramática, adscrita al movimiento de la Nouvelle vague, que obtuvo una escasa repercusión popular pese a contar con excelentes valoraciones entre la crítica profesional.

## Sinopsis
París a principios de verano. Pierre Wesserlin es un músico que no ha tenido éxito, pero que lleva una alegre vida de bohemio en el barrio de Saint-Germain-des-Prés. Pierre tiene muchas deudas, pero no le preocupa porque cree que va a heredar una fortuna de una tía suya. La tía se muere, pero Pierre no es el heredero. Entonces sus acreedores se niegan a seguir prestándole dinero y no puede pedírselo a sus amigos porque están de vacaciones. Al quedarse sin dinero, se convierte en un vagabundo. Muere el primer heredero y la fortuna le corresponde a Pierre. Pero él no lo sabe y sigue viviendo en la miseria, hasta que se encuentra con un amigo suyo periodista que le da la buena noticia.

## Reparto
- Jess Hahn - Pierre Wesselrin
- Michèle Girardon - Dominique Laurent
- Van Doude - Jean-François Santeuil
- Paul Bisciglia - Willy
- Gilbert Edard - Michel Caron
- Christian Alers - Philippe
- Paul Crauchet - Fred
- Jill Olivier - Cathy
- Sophie Perrault - Chris
- Stéphane Audran - Patrona del hotel
- Jean Le Poulain - El vagabundo
- Marie Dubois - Mujer joven en el café
- Jean-Luc Godard - El melómano
- Jean-Pierre Melville - Un consumidor
- Michel Mourlet - Un consumidor
- Alain Resnais - Un consumidor
- Macha Méril - La rubia del 14 de julio
- Françoise Prévost - Hélène
- Malka Ribowska - La madre de dos niños
- Véra Valmont - La rubia de Nanterre
- Jean-Marie Arnoux
- Gaby Blondé
- Daniel Crohem
- Jean Domarchi
- France Farnel
- Enrico Fulchignoni
- Yann Groël
- Fereydoun Hoveyda
- Uta Taeger
- José Varela

## Recepción
La cinta obtiene valoraciones positivas en los portales de información cinematográfica. En IMDb obtiene una puntuación media de 7,2 sobre 10 con 2.108 votos de los usuarios del portal. En FilmAffinity con 653 votos obtiene una valoración de 7,0 sobre 10. En el agregador de críticas Rotten Tomatoes obtiene la calificación de "fresco" para el 77% de las más de 500 valoraciones registradas entre los usuarios del portal.